# Johann Reinhold Forster

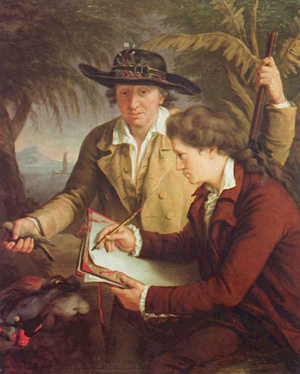
John Francis Rigaud:Johann Reinhold Forster a Georg Forster na Tahiti, 1780

Johann Reinhold Forster (22. října 1729 Dirschau – 9. prosince 1798 Halle) byl německý luterský pastor a přírodovědec částečně skotského původu, který svým dílem přispěl k začínající ornitologii Evropy a Severní Ameriky. Věhlasu se mu dostalo jeho účastí na druhé plavbě Jamese Cooka do Tichomoří, kde ho doprovázel jeho syn Georg Forster.

## Životopis
Forsterova rodina pocházela z rodu Forresterů ze Skotska, odkud jeho předkové emigrovali, obdobně jako jiní mnozí Skotové, poté, co ztratili většinu majetku za vlády Olivera Cromwella. J.R.Forster se narodil ve městě Tczew, v polské provincii Pruska. Studoval jazyky a přírodozpyt na Joachimsthalském gymnáziu v Berlíně, teologii na Univerzitě v Halle a poté sloužil jako luterský pastor v Nassenhubenu (Mokry Dwór).
Oženil se se svou sestřenicí Alžbětou Nikolajevnou. Měli několik dětí, včetně syna Georga. Roku 1766 odcestoval s Georgem (nejstarším z osmi dětí) do Anglie. Strávil tři roky výukou na odpadlické Warringtonské Akademii. Poté se přestěhoval do Londýna, kde získal pověst známého přírodovědce. 

Když Joseph Banks na poslední chvíli odmítl zúčastnit se Cookovi druhé plavby, Forster a jeho syn byli jmenováni na jeho uprázdněné místo. V červenci 1772 se vydali na cestu na palubě lodi Resolution a vrátili se v červenci 1775. Během zastávky na mysu Dobré naděje najal švédského botanika Anderse Sparrmana jako svého asistenta během plavby.
Oba Forsterové si vedli detailní deníky o všem co během plavby viděli a sestavili rozsáhlé sbírku přírodovědných druhů i lidských výtvorů. Po svém návratu Forster publikoval Observations Made during a Voyage round the World (1778). Avšak příjmy z publikace nestačili pokrýt jeho dluhy a proto množství kreseb z plavby, které pořídil jeho syn Georg, byl nucen prodat Josephu Banksovi. Během dalších několika let Forster napsat množství rozmanitých prací včetně německého překladu Arctic Zoology od Thomase Pennanta.
V listopadu 1779 byl Forster jmenován profesorem přírodozpytu a mineralogie na universitě v Halle a ředitelem botanické zahrady university (v Halle-Wittenberg) Martina Luthera, kde setrval až do své smrti. Jeho dílo Descriptiones animalium, které dokončil během měsíce měsíce poté, co se s Cookem vrátil do Anglie, bylo připraveno k vydání Hinrichem Lichtensteinem a publikováno roku 1884.
Forsterovy zoologické, ornitologické a ichthyologické články ve vědeckém časopisu Philosophical Transactions of the Royal Society z let 1772–73 mu vybudovaly pověst předního zoologa se zaměřením na Severní Ameriku.